# Maromme
Maromme är en kommun i departementet Seine-Maritime i regionen Normandie i norra Frankrike. Kommunen ligger i kantonen Maromme som tillhör arrondissementet Rouen. År 2022 hade Maromme 11 005 invånare.

## Befolkningsutveckling
Antalet invånare i kommunen Maromme
| Referens: INSEE |